# Dolja
Dolja (russisch доля, Plural: Doli) gehörte zu den kleinsten russischen Gewichtsmaßen. 
- 1 Dolja = 0,044 Gramm

In der Maßkette war das Maß an letzter Stelle und es galt
- 1 Berkowetz = 10 Pud = 400 Pfund = 38.400 Solotnik = 3.686.400 Doli = 163,812 Kilogramm